# IAS 19
МСФО (IAS) 19 «Вознаграждения работникам» — международный стандарт финансовой отчетности, который применяется для учета и раскрытия соответствующей информации о вознаграждениях работникам,
и действует с 01.01.1985 года, с изменениями от 01.01.2013 года,
введен в действие для применения на территории Российской Федерации приказом Минфина России от 18.07.2012 № 106н.

## Определения
Вознаграждения работникам — все формы вознаграждений и выплат сотрудникам за выполненную работу:
- краткосрочные вознаграждения, в том числе заработная плата, ежегодный оплачиваемый отпуск, премии, оплачиваемый отпуск по болезни, взносы в фонды социального страхования, поощрения в натуральной форме (медицинское обслуживание, обеспечение жильём и автотранспортом, бесплатные или датируемые товары или услуги)
- долгосрочные вознаграждения, такие, которые не будут выплачены в течение 12 месяцев после окончания отчетного периода: отпуск по выслуге лет, пособия по долгосрочной временной нетрудоспособности, премии за долгосрочную работу
- вознаграждения по окончании трудовой деятельности, пенсии, иные вознаграждения после выхода на пенсию, страхование жизни и медицинское обслуживание по окончании трудовой деятельности
- выходные пособия.

Краткосрочные вознаграждения работникам — вознаграждения работникам (кроме выходных пособий), подлежащие выплате в полном объёме в течение 12 месяцев после окончания периода, в котором работники оказывают соответствующие услуги.
Различие между величиной признанной стоимости и фактических выплат должно учитываться как обязательство или авансовая выплата.

## Пенсионные планы
Планы вознаграждения по окончании трудовой деятельности — соглашения, согласно которым предприятие выплачивает вознаграждения одному или более сотрудникам компании по окончании ими трудовой деятельности:
- пенсионные планы с установленными взносами — планы вознаграждения по окончании трудовой деятельности, в рамках которых компания перечисляет в фонд взносы установленного размера, риск нехватки средств в фонде несет работник
- пенсионные планы с установленными выплатами — планы вознаграждения по окончании трудовой деятельности, в рамках которых компания перечисляет работникам вознаграждения определённого размера, риск нехватки средств лежит на компании.

Отражение в финансовой отчетности пенсионных планов с установленными взносами:
- обязательства и расходы компании за каждый период определяются вносимыми в течение этого периода суммами взносов,
- обязательства оцениваются на дисконтированной основе,
- методом начисления в отчете о совокупном доходе отражает расходы в размере взносов, подлежащих уплате в течение отчетного периода
- в отчете о финансовом положении признается обязательство в отношении взносов.

Отражение в финансовой отчетности пенсионных планов с установленными выплатами:
- в отчете о финансовом положении представлено чистое обязательство/актив плана:

- если обязательство превышает актив, то сумма превышения, являющаяся дефицитом плана, будет представлена в разделе обязательств
- если актив превышает обязательство, то сумма превышения, являющаяся профицитом плана, будет представлена в разделе активов.

Сумма движения чистого обязательства/актива за отчетный год будет включена в отчет о совокупном доходе и разбита на компоненты:
- стоимость услуг, которая включает стоимость текущих и прошлых услуг, а также окончательные расчеты по плану относятся на прибыль/убыток за год
- финансовый (чистые финансовые расходы/доходы), рассчитанный как произведение дефицита/профицита по пенсионному плану и ставки дисконтирования, использованной для оценки обязательства, относится на прибыль/убыток за год
- изменение оценок, состоящее из актуарных прибылей и убытков за отчетный год и дохода от активов плана, за вычетом сумм, включенных в финансовый компонент, относится на прочий совокупный доход за год.

Стоимость текущих услуг — увеличение дисконтированной стоимости обязательств по пенсионному плану с установленными выплатами в связи с работой, выполненной сотрудником в текущем периоде.
Стоимость прошлых услуг — увеличение дисконтированной стоимости обязательств по пенсионному плану с установленными выплатами в связи с работой сотрудников, проделанной в течение прошлых периодов, которое возникает в текущем периоде в результате введения новых или изменения существующих вознаграждений по окончании трудовой деятельности или прочих долгосрочных вознаграждений.
Обязательства плана оцениваются на дисконтированной основе, а активы плана оцениваются по справедливой стоимости.
Стоимость прошлых услуг возникает при введении пенсионного плана или улучшении условий существующего пенсионного плана. У сотрудников возникает право на получение вознаграждений по окончании трудовой деятельности в связи с работой, которая была выполнена в течение прошлых периодов. Стоимость прошлых услуг может быть расходом (при введении новых или увеличении суммы предшествующих выплат) или уменьшением расхода (при уменьшении существующих выплат).
При оценке своих обязательств по установленным выплатам компания учитывала стоимость прошлых услуг в качестве расхода (уменьшения расхода) следующим образом:
- если сотрудники получают право на получение вознаграждений по плану немедленно, то считается, что сотрудники уже вступили в права по этим вознаграждениям и расходы по этим вознаграждениям немедленно относятся на прибыль/убыток года
- если сотрудники получают право на получение вознаграждений по плану не сразу, а в какой-то день позднее, то считается, что сотрудники вступят права в будущем в этот день, однако расходы по этим вознаграждениям все равно немедленно относятся на прибыль/убыток года.

Окончательный расчет по плану происходит в результате сделки, которая прекращает все дальнейшие юридические и вытекающие из практики обязательства в отношении какой-либо части, либо всей суммы пенсионного обеспечения.
Прибыли или убытки, возникающие в результате окончательного расчета по пенсионному плану с установленными выплатами, отражаются в момент осуществления окончательного расчета:
- возникающие изменения в приведенной стоимости обязательства по установленным выплатам
- возникшие изменения в справедливой стоимости активов пенсионного плана
- соответствующие актуарные доходы и расходы, а также стоимость прошлых услуг, которые не были отражены ранее.

## Раскрытие информации
Раскрывается информация в примечаниях к финансовой отчетности:
- сумма, признанная в качестве расходов по пенсионным планам с установленными взносами
- объяснение характеристик плана с установленными выплатами и связанных с ним рисков
- указание и объяснение сумм в финансовой отчетности, связанных с планом с установленными выплатами
- описание того, каким образом план с установленными выплатами может повлиять на суммы, время и неопределенность будущих денежных потоков.